# Непентес колбовий
Непентес колбовий (Nepenthes ampullaria) — вид квіткових рослин родини непентесових (Nepenthaceae). На відміну від інших видів непентеса, основним джерелом поживних речовин є не комахи, а опале листя, що попало у її глечик.

## Поширення
Вид поширений у Таїланді, Малайзії, Сінгапурі, Новій Гвінеї, на Калімантані, Суматрі, Молуккських островах та низці дрібних островів Індонезії. Росте у тропічних дощових лісах.

## Опис
Ліаноподібне стебло завдовжки до 8 м. Глечики невеликі — 2-10 см заввишки.

## Симбіотична фауна
У глечиках Nepenthes ampullaria зареєстровано 59 симбіотичних видів. Зокрема, у глечиках розвиваються пуголовки Microhyla borneensis — однієї з найменших жаб Старого Світу. Також глечики є притулком для шестиміліметрового краба Misumenops nepenthicola. Інший краб Geosesarma malayanum краде здобич, що потрапила у глек.